# Sant Joan de Palau-saverdera
Sant Joan de Palau-saverdera és l'església parroquial del municipi alt-empordanès de Palau-saverdera. D'origen romànic, està inclosa en l'Inventari del Patrimoni Arquitectònic de Catalunya.

## Arquitectura
Està situada dins del nucli urbà de Palau-saverdera i delimitada per la plaça de l'Església i pel carrer de l'Església, propera a l'accés principal al nucli.

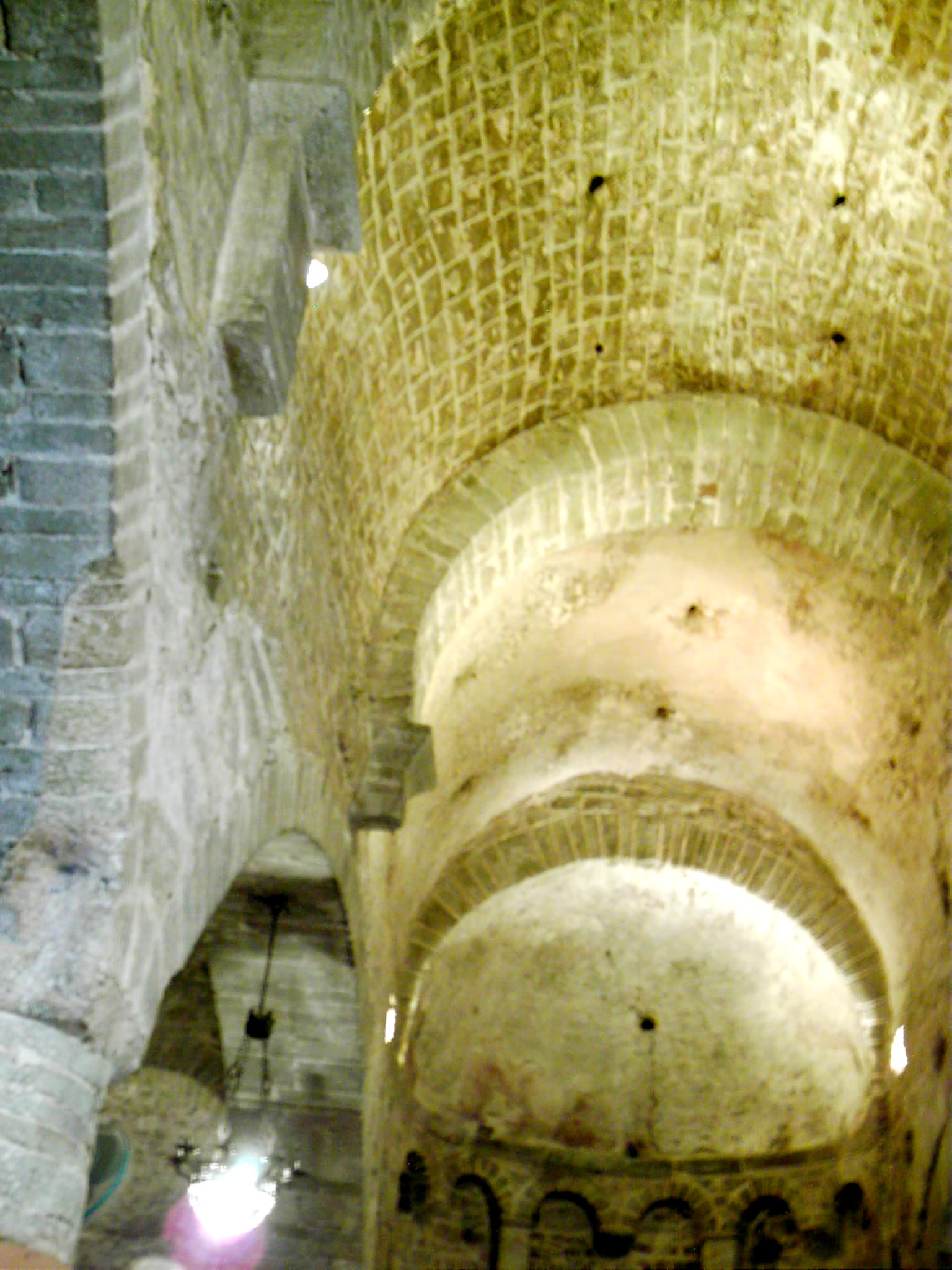
Volta de la nau central

És una església de planta basilical formada per tres naus paral·leles amb tres absis semicirculars orientats a l'est. La nau central està coberta amb volta de canó i tres arcs torals de mig punt sobre pilastres adossades. Les naus laterals també presenten tres arcs torals sobre pilars i estan cobertes amb volta d'arestes a la part de llevant, volta de quart de cercle a la part oest i volta de canó la resta de l'espai. La coberta és única per a les tres naus, de doble vessant i coberta amb lloses de pissarra, igual que els tres absis. Els arcs formers primitius que comunicaven les naus foren substituïts tardanament per altres de rebaixats sobre columnes cilíndriques. Dels primers encara s'aprecien vestigis a l'interior de la nau. A l'extrem occidental de les naus hi ha dues capelles laterals, de construcció més tardana, a manera de transsepte. L'aparell és de carreuons petits i rectangulars de granit i pissarra, desbastats. La capçalera presenta decoració llombarda d'arcuacions entre lesenes a l'exterior, i també a l'interior de l'absis central, el qual exteriorment també incorpora grans finestres cegues.

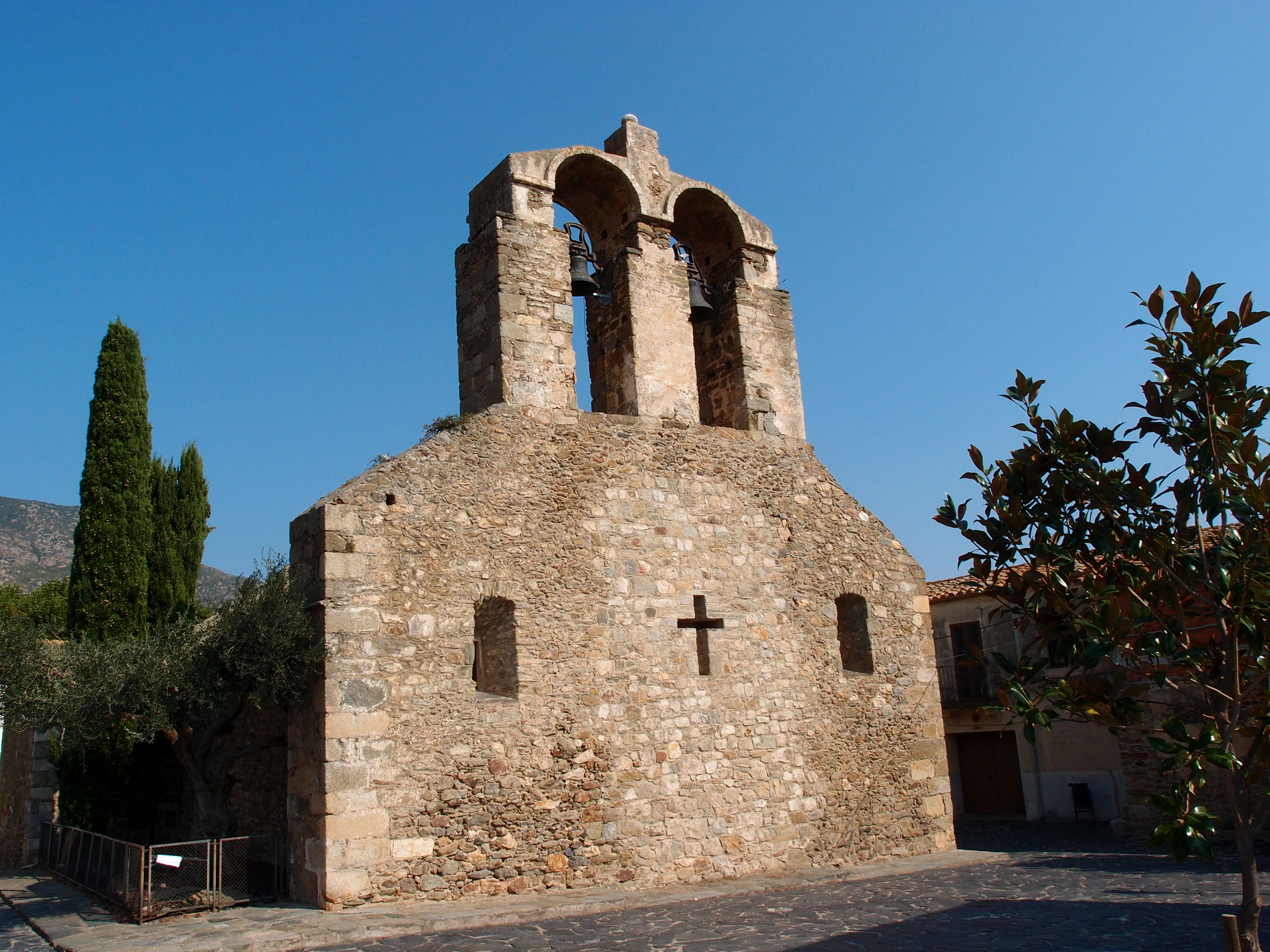
Façana i campanar

L'obertura de les finestres romàniques, una a cada absis, és de doble biaix amb arc extradossat amb fragments de bipedals romans. N'hi ha una de cruciforme al mur oriental del temple. A la façana oest s'hi va afegir una mena de pòrtic clos, modern, que fou enderrocat. Al centre del mur hi ha una gran finestra cruciforme i, a banda i banda dues finestres més d'arc rebaixat de pedra. Per damunt seu hi ha el campanar d'espadanya, format per tres pilars de pedra amb els arcs bastits amb maons. Hi ha dues campanes. L'entrada actual al temple es fa per la façana sud. Es tracta d'un portal d'arc de mig punt adovellat, en part reconstruït.
A l'interior del temple es conserva una pila baptismal monolítica, sense decoració, en forma de gran copa ovoide, actualment col·locada a l'absidiola meridional.

## Història
L'església de Palau fou bastida entre els anys 1022 i 1070, dates compreses entre la consagració del monestir de Sant Pere de Rodes i el primers temples empordanesos. Possiblement, el primer senyor alodial que promogué la construcció de l'església va ser l'avantpassat de Bernat Palau. Aquesta s'emplaçà al solar d'una antiga vil·la romana, bastida pels antics pobladors de Palau que utilitzaren granits de la contrada, i morter procedent del Forn de Calç.
L'església primitiva consistia en un petita planta rectangular mancada de creuer, amb l'entrada situada a llevant i sense les actuals capelles naturals, sagristia ni transsepte, amb voltes de canó i pilars cruciformes que sostenien els vuits arcs formers existents, molt més baixos i pesants que els actuals.
Cap al final del segle xv, l'església de Palau va rebre una donació de setze lliures a mans de l'esposa de Ramon de Palau que probablement anés acompanyada de la construcció d'un altar, que podria correspondre a l'actual capella dedicada a la Verge dels Àngels situada a llevant.
Durant la visita pastoral l'any 1547 es van inventariar els objectes religiosos. D'aquest inventari es pot deduir que el campanar no era l'actual i presentava una estructura capaç d'acollir quatre campanes. No va ser fins al principi del segle xvi que es va fer la gran reforma de l'església donada tant per la dèbil estructura interna com pel creixement demogràfic que va patir Palau-saverdera. Aquesta reforma va reduir les arcades de cada lateral de quatre a dos i els pilars que la sostenien que passaren de sis a dos. Aquesta reforma va resultar en dues obertures més àmplies i lluminoses que les actuals que a més milloraven la comunicació i la capacitat. L'enorme pes de la volta obliga a reforçar la sostrada amb arcs torals, recolzats sobre el pilars cilíndrics que encara avui es poden veure. També s'hi bastí la capella d'arc apuntat, dedicada a la Verge dels Dolors. Aquestes obres van ser enllestides com a mínim abans del 1600, data en què el bisbe concedí llicència per beneir una campana. El mateix segle se'n concedí una altra llicència per beneir una segona campana i reparar la sagristia.
L'any 1740 per ordre episcopal es va iniciar la construcció de la sagristia així com altres reformes internes.
Al final del segle xix, donat el creixement demogràfic del poble, l'església es va quedar petita i es va considerar la idea de bastir una nova parròquia en els terrenys dels barons locals. Aquesta primera idea va quedar paralitzada i es va optar per reformar i ampliar el vell edifici romànic. En les obres iniciades el 5 de juny de 1899 es va allargar la nau central obrint un gran portalada al mur frontal que comunica una porxada afegida a l'exterior, de la mateixa manera es va realitzar l'obertura d'una finestra, es van repicar les parets i emblanquinar l'interior, així com l'empedrament de la placeta entre l'església i la rectoria.
Durant la guerra civil l'església va patir, com la majoria d'edificis religiosos, la crema d'imatges i altres objectes de culte, a més a més es varen fondre les campanes per l'obtenció de munició. No va ser fins al maig del 1962 quan van ser restituïdes les campanes gràcies a la donació del senyor Lorda, dos grans campanes de 425 i 300 quilos respectivament.
L'any 1981 es van fer unes obres de restauració. A més d'enderrocar el pòrtic o cancell, refer el frontis i reconstruir la porta lateral, es substituí la teulada per coberta de lloses, s'enrajolà interior amb gres i es llevaren els gruixos d'arrebossat, s'enderrocà una sagristia, una escala exterior i un garatge adossats. Hom descobrí escassos rastres de pintura mural romànica, visibles en una part de l'absis major, i les excavacions demostraren l'antiga vil·la romana.